# Велетенська амбістома тихоокеанська
Велетенська амбістома тихоокеанська (Dicamptodon tenebrosus) — вид земноводних з роду Велетенська амбістома родини Амбістомові.

## Опис
Загальна довжина становить 34 см. Голова широка, морда лопатоподібна. Тулуб кремезний, довгий. Кінцівки сильні, передні — з 4 пальцями, задні — з 5. Хвіст становить 40 % довжина голови та тулуба, стиснутий з боків.
Голові, спині та з боків є мармуровими або сітчастим малюнком з темними плямами на світло-коричневому або мідному фоні.

## Спосіб життя
Полюбляє ліси помірного поясу, річки, прісноводні озера і болота. Ці амбістоми вміють рити досить глибокі нори вздовж берегів водойм, де ховаються від спекотної погоди. Дорослі особини дуже ненажерливі. Живиться дрібними гризунами, землерийками, комахами, земноводними, равликами та слимаками.
Це дуже сильна тварина, здатна завдавати досить болючі укуси. У момент небезпеки вони можуть видавати гарчащі звуки.
Самиця відкладає яйця в травні, в кладці зазвичай 83—146 яєць. Личинки з'являються на світ приблизно через 9 місяців. Часто зустрічається неотенія: дорослі амбістоми зберігають зябра.

## Розповсюдження
Поширена уздовж Тихоокеанського узбережжя Північної Америки від півдня Британської Колумбії (Канада) на південь через штати Вашингтон і західний Орегон до північно-західної Каліфорнії (США).